# Garcinia mangostana
El mangostino, mangostán o jobo de la India (Garcinia mangostana), también conocido como el mangostán púrpura,  es un árbol de hoja perenne tropical, con frutos comestibles; nativo de las naciones insulares del sudeste asiático. Se desconocen sus orígenes exactos debido a su cultivo generalizado desde la antigüedad, pero se cree que proviene de las islas de la Sonda y las Molucas. Crece principalmente en el sudeste asiático, el suroeste de la India y otras áreas tropicales como Honduras, Colombia, Puerto Rico, Ecuador y Florida, donde se ha introducido el árbol. El árbol crece de 6 a 25 m  de alto. El fruto del mangostán es dulce y picante, jugoso, algo fibroso, con vesículas llenas de líquido (como la pulpa de los cítricos), con una corteza incomestible de color rojo púrpura oscuro (exocarpio) cuando está maduro. En cada fruto, la carne comestible fragante que rodea a cada semilla es el endocarpio, es decir, la capa interna del ovario.  Las semillas tienen forma y tamaño de almendra
A principios del siglo XX los ingleses llevaron este árbol a San Sebastián de Mariquita, Tolima (Colombia), donde se cultiva en abundancia.

## Descripción
El árbol de mangostán alcanza 6 a 25 m de altura y su tronco 9 a 12 cm de diámetro su copa de forma cónica posee follaje muy denso siempre verde de hojas opuestas, grandes con nervadura central, de coloración verde oscura, con forma elíptica y el ápice acuminado y corto. El fruto comestible posee una corteza de tono púrpura rojizo oscuro cuando maduro. Su semilla es recalcitrante. Botánicamente un arilo, la fragante carne comestible es dulce y agria, con sabor cítrico y textura de durazno. El mangostán está estrechamente relacionado con otras frutas tropicales comestibles, como el mangostán botón y el mangostán gota de limón. Botánicamente, no tiene relación alguna con el mango.
El nombre Garcinia hace referencia al explorador francés Laurent Garcin.

## Historia
El mangostán es una planta nativa del sudeste asiático. Es muy apreciado por su textura jugosa y delicada y su sabor ligeramente agridulce. El mangostán se ha cultivado en Malasia, Borneo, Sumatra, el sudeste asiático continental y Filipinas desde la antigüedad. El registro chino del siglo XV, Yingya Shenglan, describió al mangostán como mang-chi-shih (derivado del término en idioma malayo manggis), como una planta nativa del sudeste asiático de carne blanca con un delicioso sabor agridulce.

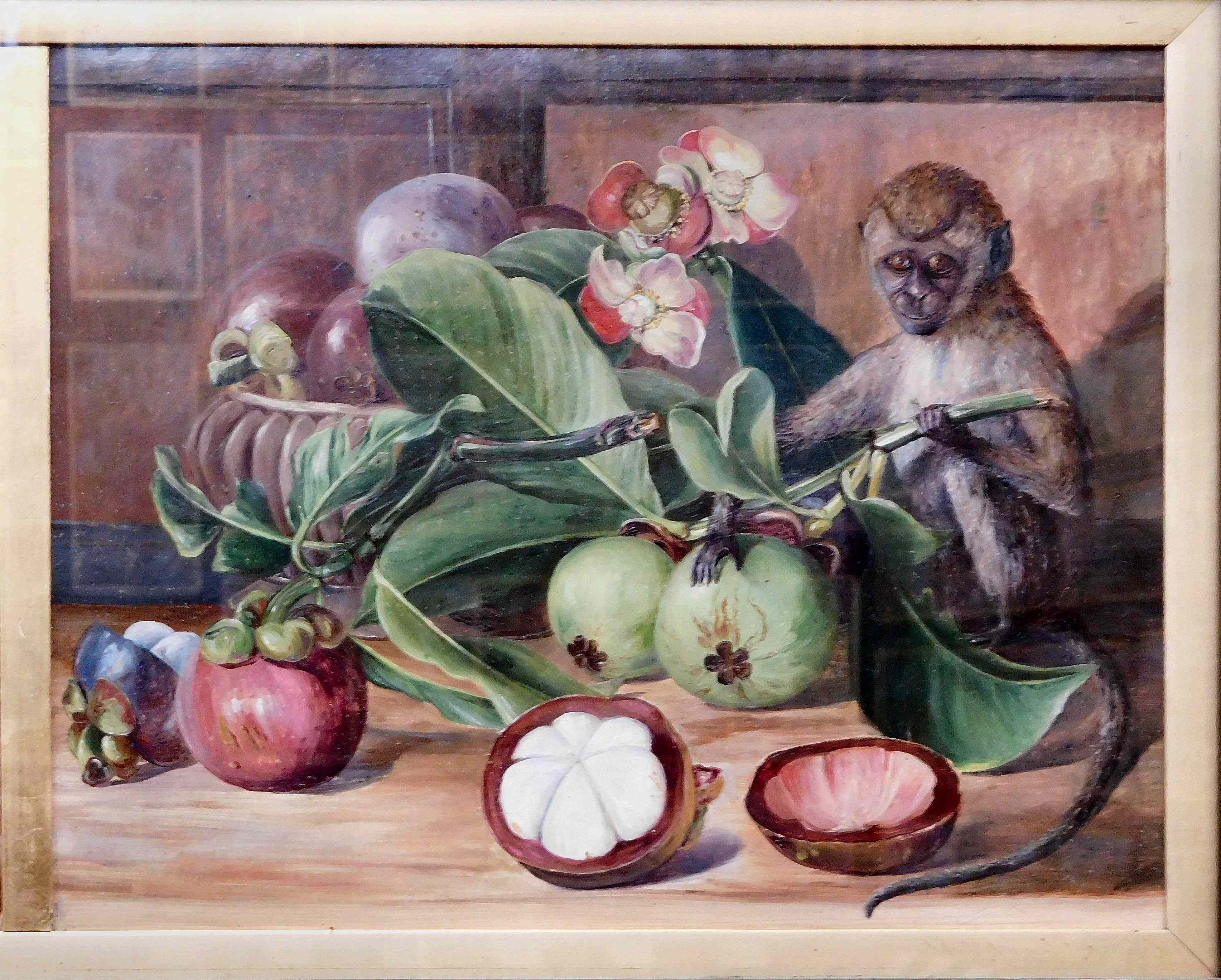
Flores y frutos de mangostán, y un mono de Singapur, de Marianne North, hacia 1890.

Linneo incluyó una descripción del mangostán en su Species Plantarum en 1753. El mangostán se introdujo en los invernaderos ingleses en 1855. Posteriormente, se le introdujo en el hemisferio occidental, donde se estableció en las islas de las Indias Occidentales, especialmente en Jamaica. Más tarde se estableció en el continente americano en Guatemala, Honduras, Panamá y Ecuador. El árbol de mangostán generalmente no crece bien fuera de los trópicos.
Hay una leyenda sobre la reina Victoria que dice que ella ofreció una recompensa de 100 libras esterlinas a cualquiera que pueda entregarle la fruta fresca. Aunque esta leyenda se remonta a una publicación de 1930 del explorador de frutas, David Fairchild, no está respaldada por ningún registro histórico, pero probablemente sea responsable de la designación poco común del mangostán como la "Reina de la Fruta".
El periodista y gourmet RW Apple, Jr. dijo una vez sobre la fruta: "Ninguna otra fruta, para mí, es tan emocionante, embriagadoramente deliciosa ... Prefiero comer una que un helado de chocolate caliente, lo cual viniendo de alguien de Ohio dice mucho ". Desde 2006, los pedidos privados de pequeñas cantidades de frutas cultivadas en Puerto Rico se vendieron a tiendas especializadas de alimentos estadounidenses y restaurantes gourmet que lo sirven como un postre exquisito.

## Maduración del exocarpio y el arilo comestible
La fruta del mangostán no requiere de fecundación para formarse (véase agamospermia).
En la primera fase de formación, presenta un tono verde pálido o casi blanco. A medida que la fruta crece en los siguientes dos a tres meses, el exocarpio se oscurece, tomando un color verde más oscuro. Durante este período, la fruta crece hasta que su exocarpio alcanza de 6 a 8 cm de diámetro exterior, endureciéndose en la última fase de maduración. El proceso de maduración del mangostán tiene una duración de 150 a 180 días.
La química del exocarpio subsuperficial del mangostán abarca una serie de ácidos polifenólicos que incluye xantonas taninos, los que aseguran una astringencia que inhibe la infestación por insectos, hongos, virus de plantas, bacterias y la depredación por animales, mientras el fruto está inmaduro. Los cambios de color y ablandamiento del exocarpio son los procesos naturales de maduración que indican que la fruta se puede comer y que las semillas han terminado su desarrollo.
El mangostán produce una semilla recalcitrante y debe mantenerse húmeda para permanecer viable hasta la germinación. Las semillas de mangostán son óvulo en origen y no el resultado de una fecundación, germinan tan pronto se retiran de la fruta y mueren rápidamente si se secan.
Una vez que la fruta mangostán en desarrollo ha detenido su expansión, se aletarga la síntesis de clorofila y se inicia una nueva fase de coloración. Primero con estrías de color rojo, la pigmentación exocárpica pasa de verde a rojo y a púrpura oscuro, lo que indica la fase final de maduración. Este proceso tiene lugar durante un período de diez días en el cual la comestibilidad de la fruta llega a su máximo.
El endocarpio comestible del mangostán alcanza de 4 a 6 cm de diámetro, y es de color blanco. El círculo de arilos cuneiformes contiene 4 a 8 segmentos, los más grandes portadores de semillas apomícticas que no son comestibles a menos que se tuesten.
A menudo descriptos como una delicia, los arilos ofrecen un aroma muy delicado, y tiene alrededor de 400 veces menos componentes químicos que las frutas fragantes, lo que explica su relativa sutileza. Los principales componentes volátiles poseen tonos acaramelados, de pasto y mantequilla, la fragancia del mangostán es producto del contenido de hexil acetato, hexenol y α-copaeno.
En la parte inferior del exocarpio, orillas que son el remanente del estigma, aparecen ordenados como los radios de una rueda y corresponden al número de secciones del arilo. Los mangostanes llegan a edad de producción frutal no antes de 5 a 6 años, pero normalmente al alcanzar de 8 a 10 años de edad.
Una planta adulta puede producir más de 1 500 frutas al año.

## Variedades
Según Rincón, la fruta de los árboles de plántulas es bastante uniforme, y solo una variante distinta es conocida y que se encuentra en las Isla de Joló (Filipinas). El fruto es grande, la corteza más gruesa de lo normal, y carne más ácida de sabor pronunciado. En el norte de Borneo, una forma aparentemente silvestre tiene solo 4 carpelos, cada uno conteniendo una semilla.

## Cultivo

### Clima
El mangostán es una planta ultra-tropical. No tolera temperaturas inferiores a 4 °C, ni por encima de 37 °C. Las plántulas de vivero mueren a 7 °C. Requiere una humedad ambiente elevada y una precipitación anual de al menos 127 cm, no soportando períodos de sequía prolongados. El cultivo de mangostán requiere temperaturas medias de 24 a 26 °C y humedad de 80 %. Temperaturas por debajo de 20 °C retrasan el crecimiento. El árbol necesita de 15 a 30 días de período seco para estimular la floración.

### Suelo
El árbol prefiere los suelos profundos, bien drenados, ricos en materia orgánica, especialmente arcillosos-arenosos o laterita. En la India, los ejemplares más productivos están en arcilla que contiene mucho material grueso y un poco de lodo. Requiere de buen drenaje,  con la capa freática por lo menos a 2 m por debajo del nivel del suelo. El mangostán debe ser protegido de vientos fuertes y niebla salina, así como evitar suelo salino o agua.

### Temporada y cosecha
A bajas altitudes en Ceilán la fruta madura de mayo a julio, en elevaciones más altas, de julio a septiembre. En la India, hay 2 estaciones de fructificación, una en el período del monzón (julio-octubre) y otra de abril a junio. En Puerto Rico en árboles a pleno sol de julio a agosto, y los árboles a la sombra de noviembre a diciembre.
El recorte es irregular y el rendimiento varía de un árbol a otro y de una estación a otra. La primera cosecha puede ser de 200 a 300 frutos. El rendimiento promedio de un árbol adulto es de unos 500 frutos. El rendimiento aumenta de manera constante hasta los 30 años cuando una planta puede dar de 1.000 a 2.000 frutos. En Madras, los árboles con edades de 20 y 45 años producen de 2.000 a 3.000 frutos. La productividad posteriormente declina gradualmente, aunque el árbol fructifique hasta los cien años de edad.
La madurez se mide por el desarrollo pleno de color y ligero ablandamiento del fruto. Se deben cosechar los frutos cuando están maduros ya que  no maduran después de cosechados. Los frutos se cosechan a mano desde escaleras o por medio de un polo de corte y se evita que caigan al suelo.
Tailandia produjo 67 mil toneladas de mangostán, en 15 mil hectáreas en el año de 1987. En Malasia fueron cosechados 32 mil toneladas de mangostán en el año de 1990. Brasil produjo 84 toneladas en 2001.

### Almacenamiento y conservación
Los mangostanes se pueden almacenar de 20 a 25 días en almacenamiento caliente, cerrado. Si se los almacena por períodos más largos la piel exterior se endurece, la cáscara se torna gomosa y la carne se seca.
Los mangostanes maduros se conservan bien durante 3 a 4 semanas de almacenamiento a 4 a 12 °C. Ensayos realizados en la India indican que las condiciones óptimas para almacenamiento en frío son temperaturas de 4 a 6 °C y una humedad relativa de 85 a 90%, que mantienen la calidad durante 49 días. Se recomienda que los frutos se envuelvan en un pañuelo de papel y sean envasados en cajas de madera con relleno de viruta.

### Plagas y enfermedades
Pocas plagas han sido reportadas. Una oruga que se alimenta de sus hojas en la India, tal vez sea la misma que ataca a nuevos brotes en las Filipinas y que ha sido identificada como Orgyra-SP. La polilla de la familia mata, Lymantridae. Una pequeña hormiga, Myrnelachista ramulorum, en Puerto Rico, coloniza los árboles, realizando túneles en el tronco y las ramas, y daña los brotes. Los ácaros a veces desfiguran los frutos con pequeños mordiscos y arañazos. Los frutos maduros son atacados por monos, murciélagos y ratas en Asia.
Un problema fisiológico importante que se llama "goma guta" se evidencia por la exudación de látex en el exterior de los frutos y en las ramas durante los períodos de lluvias intensas y continuas. No afecta la calidad comestible. Cierto craqueo de la fruta puede producirse debido a la absorción excesiva de humedad. En los frutos agrietados la carne estará hinchada y blanda. Algunos moretones causados por la fuerza de las tormentas pueden ser un factor importante en ambas de estas anormalidades. Las frutas expuestas al sol fuerte pueden también exudar látex. Los mangostanes producidos en Honduras, a menudo tienen cristales como "piedras" en la carne que pueden hacer que la fruta no sea comestible.

## Usos

### Culinarios
El mangostán se obtiene con facilidad enlatado y congelado en los países de Occidente. Como fruta fresca, sin fumigación o irradiación, la importación del mangostán ha sido históricamente ilegal en los puertos de EE. UU. debido a los riesgos asociados a la mosca de la fruta asiática Tephritidae. Esta posición cambió oficialmente en julio de 2007, cuando se aprobaron importaciones de frutas irradiadas desde Tailandia por la USDA. El mangostán fresco alcanzó entonces precios de hasta 10 dólares por unidad en las tiendas de delicatessen de Nueva York. Sin embargo, el aumento de la disponibilidad en años siguientes ha moderado su precio considerablemente.
Los mejores frutos son aquellos con el mayor número de lóbulos del estigma en el ápice, pues tienen el mayor número de segmentos carnosos y por lo tanto el menor número de semillas. Los mangostanes se suelen comer crudos como postre. 
Los segmentos carnosos a veces se conservan, aunque pierden su sabor delicado. Las pruebas han demostrado que lo mejor es utilizar un sirope 40% y esterilizar durante 5 minutos. Los frutos más ácidos son los mejores para preservar. Para hacer mermelada, en Malasia, los segmentos sin semillas se hierven con una cantidad igual de azúcar entre 15 y 20 minutos. En Filipinas, una reserva se hace simplemente hirviendo los segmentos de azúcar morena, y las semillas se pueden incluir para enriquecer el sabor.
Como una fruta no climatérica, un mangostán recogido no madura más, por lo que debe consumirse poco después de la cosecha. Las semillas se comen a veces, hervidas o asadas.

### Colorante natural
El extracto de la cáscara del mangostán se utiliza tradicionalmente en Indonesia como tinte natural para telas; de tonos marrón, marrón oscuro, y del púrpura al rojo, especialmente en telas tradicionales tales como tenun ikat y batik.

### Otros usos
Las ramas del mangostán se utilizan como cepillo de dientes en Ghana. La corteza de la fruta contiene de un 7 a 14% de taninos, catequinas y colofonia, y se utiliza para el curtido de cuero en China. También produce un tinte negro.

## Taxonomía
Garcinia mangostana fue descrita por Carlos Linneo y publicado en Species Plantarum 1: 443–444. 1753.
Sinonimia
- Mangostana garcinia Gaertn.[26]

### Diferencias del falso mangostán
La Garcinia cochinchinensis (lour.) Choisy es una Clusiácea, de la misma familia del mangostán verdadero (Garcinia mangostana). Es una especie nativa de Indochina, propia de clima tropical, húmedo. La especie fue introducida  en Brasil y se difundió, gracias a su fácil adaptación. 
Se le denomina falso mangostán, ya que la planta se asemeja al mangostán verdadero, aunque el fruto es muy diferente. Debido a que  las hojas de ambas especies son muy parecidas ello se presta a confusión. Los frutos del falso mangostán son comestibles, pero su pulpa es ácida, sirviendo más para jugo y jalea que para consumo fresco. El fruto es verdoso, amarillento cuando maduro, puntiagudo y produce en pencas, junto a la rama. 
La Garcinia xahthochymus es otra especie también denominada falso mangostán, pero de frutos más pequeños. La planta del falso mangostán se diferencia porque su látex  es amarillento, mientras que el látex del verdadero es blanco.